# Альваро Ріко
А́льваро Рі́ко Ладе́ра (ісп. Álvaro Rico Ladera, нар. 13 серпня 1996, Ла-Пуебла-де-Монтальбан, Толедо, Іспанія) — іспанський актор, став відомим завдяки ролі Поло в іспанському серіалі «Еліта» від Netflix.

## Життя та кар'єра
Про приватне життя актора відомо доволі мало. Народився Альваро Ріко 13 серпня 1996 року в іспанській провінції Толедо. Має на 4 роки старшого брата.
У 2011 році розпочав свою діяльність як актор театру. Його дебютом стала театральна адаптація драматизованої новели «Селестина», а його телевізійний дебют відбувся у 2017 році в епізоді документального серіалу Centro médico (укр. Медичний центр). Також у 2017 році він зіграв роль Ніколаса в деяких епізодах серіалу Velvet Colección (укр. Оксамитова колекція).
Наприкінці 2017 року стало відомо, що він зіграє одну із головних ролей в оригінальному іспанському серіалі від Netflix «Еліта», в якому також зіграли такі актори, як Арон Піпер, Мігель Ерран та Естер Експосіто .
З 2018 по 2020 рік актор брав участь у зніманнях трьох сезонів серіалу «Еліта», де зіграв роль учня елітної школи Леопольдо (Поло) Бенавента. У 2020 було оголошено, що Ріко не повернеться до знімань четвертого сезону серіалу.
Від початку 2021 року грає головну роль в серіалі «Альба» (укр. Схід сонця).
У 2021 році Ріко повертається до театральної діяльності. У мадридському театрі «Marquina» у п'єсі «Дриблінг» (ісп. «Dribbling») грає головну роль футболіста Хаві Куеста.

## Фільмографія

### Телебачення
| Рік          | Назва                                               | Роль                      | Канал        | Примітки    |
| ------------ | --------------------------------------------------- | ------------------------- | ------------ | ----------- |
| 2017         | Centro médico (укр. Медичний центр)                 | Дієго Браво               | La 1         | 1 епізод    |
| 2017         | Velvet Coleccion (укр. Оксамитова колекція)         | Ніколас                   | № 0          | 7 епізодів  |
| 2018–2020    | Еліта                                               | Леопольдо (Поло) Бенавент | Netflix      | 24 епізоди  |
| 2020         | Relatos con-fin-a-dos (укр. Казки з кінцем до двох) | Тео                       | Amazon-Prime | 1 епізод    |
| 2020-2021    | Ель Сід                                             | Нуньо Альверес            | Amazon-Prime | 10 епізодів |
| 2021         | La caza. Tramuntana (укр. Полювання)                | Мігель Торрес-Бош         | La 1         | 7 епізодів  |
| 2021         | Альба                                               | Хакобо Ентреріос          | Antena 3     | 13 епізодів |
| 2022-дотепер | Madres. Amor y vida (укр. Матері. Любов і життя)    | Габріель                  | Prime Video  | ? епізодів  |
| 2022-дотепер | Свята родина                                        | Маркос                    | Netflix      | 8 епізодів  |
| 2023         | Дотягнутися до небес                                | Фернан                    | Netflix      | 7 епізодів  |

### ТВ-шоу
| Рік  | Назва            | Роль    | Канал            | Примітки  |
| ---- | ---------------- | ------- | ---------------- | --------- |
| 2017 | Шоу Альваро Ріко | Ведучий | YouTube, Netflix | 4 епізоди |

### Відеокліпи
| Рік  | Назва               | Виконавець пісні | Роль  | Примітки |
| ---- | ------------------- | ---------------- | ----- | -------- |
| 2017 | El Faro (укр. Маяк) | The Son of Wood  | Маріо | [ 12 ]   |